# Die Nacht ohne Pause
Die Nacht ohne Pause è un film del 1931 diretto da Andrew Marton e Franz Wenzler.

## Produzione
Il film fu prodotto dalla Deutsche Universal-Film in associazione con la Tobis Filmkunst.

## Distribuzione
Distribuito dalla Deutsche Universal-Film, fu presentato a Berlino il 22 dicembre 1931. In Ungheria, ribattezzato Pikáns előélet, fu distribuito il 19 gennaio 1932.